# SpaceX Crew-7
SpaceX Crew-7 är uppdragsbeteckningen för en bemannad rymdfärd med en Dragon 2-rymdfarkost från SpaceX. Farkosten sköts upp med en Falcon 9-raket från Kennedy Space Center LC-39A den 26 augusti 2023. Flygningens destination är den Internationella rymdstationen (ISS).
Farkosten dockade med rymdstationen den 27 augusti 2023.
Farkosten lämnade rymdstationen den 11 mars 2024, några timmar senare återinträdde den i jordens atmosfär och landade i Mexikanska golfen.

## Besättning
| Befälhavare    | Jasmin Moghbeli, NASA Hennes första rymdfärd |
| Pilot          | Andreas Mogensen, ESA Hans andra rymdfärd    |
| Flygingenjör 1 | Satoshi Furukawa, JAXA Hans andra rymdfärd   |
| Flygingenjör 2 | Konstantin Borisov, RSA Hans första rymdfärd |

## Backup
| Befälhavare    | Matthew Dominick, NASA   |
| Pilot          | Michael R. Barratt, NASA |
| Flygingenjör 1 | Jeanette J. Epps, NASA   |
| Flygingenjör 2 | Alexander Grebenkin, RSA |